# دفتر حافظ منافع ایران در آمریکا

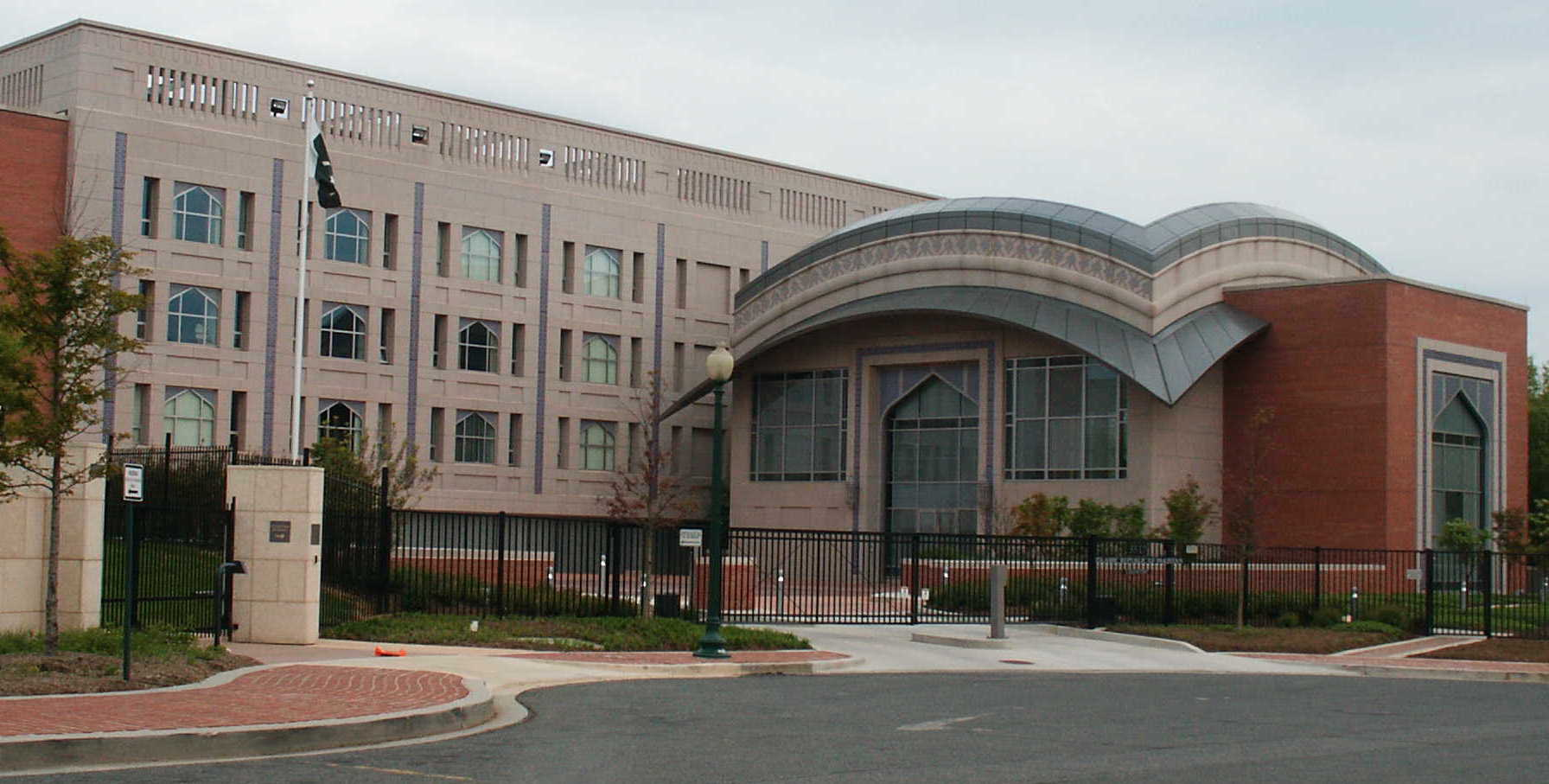
سفارت پاکستان در واشینگتن دی سی

دفتر حفاظت منافع جمهوری اسلامی ایران در شمال غربی واشینگتن.دی.سی است. و نماینده غیر رسمی جمهوری اسلامی ایران در ایالات متحده آمریکا می‌باشد. این دفتر وابسته به سفارت پاکستان در واشینگتن دی سی است.
بر اساس گفته سخنگوی وزارت خارجه پاکستان ۶۰ الی ۶۵ ایرانی در این دفتر فعالیت می‌کنند.
آمریکا در ایران دفتر حافظ منافع ندارد ولی سفارت سوئیس حفاظت از منافع آمریکا در ایران را برعهده دارد.